# Mühldorf (Schauenstein)
Mühldorf ist ein Gemeindeteil der Stadt Schauenstein im Landkreis Hof (Oberfranken, Bayern). Mühldorf liegt in der Gemarkung Neudorf.

## Geografie
Der Weiler hat die Siedlungscharakteristik einer Streusiedlung und liegt am Rothenbach. Nördlich befand sich die Wüstung Wüstengrün, die jetzt ein Flurname ist. Die Kreisstraße HO 27 führt nach Neumühl zur Staatsstraße 2693 (0,5 km südlich) bzw. an Hüttung vorbei nach Selbitz zur Staatsstraße 2195 (3,7 km nordwestlich). Ein Anliegerweg führt nach Finkenflug (0,7 km westlich).

## Geschichte
Der Ort wurde im Jahr 1386 als „Mule das Dorf“ erstmals erwähnt.
Zur Realgemeinde Mühldorf gehörte Finkenflug. Gegen Ende des 18. Jahrhunderts bestand Mühldorf aus 21 Anwesen. Die Hochgerichtsbarkeit sowie die Dorf- und Gemeindeherrschaft hatte das bayreuthische Vogteiamt Schauenstein. Grundherren waren
- das Rittergut Hartungs: 1 Hof, 2 Halbhöfe, 2 Gütlein, 8 Tropfhäuser, 1 Mühle;
- das Kastenamt Hof: 2 Halbhöfe;
- die Hofkanzlei Bayreuth: 1 Hof, 1 Halbhof, 1 Einachtelhof;
- das Kastenamt Kulmbach: 1 Mühle;
- die Pfarrei Schauenstein: 1 Halbhof.[5]

Von 1797 bis 1810 unterstand Mühldorf dem Justiz- und Kammeramt Naila. Infolge des Ersten Gemeindeedikts wurde Mühldorf dem 1812 gebildeten Steuerdistrikt Volkmannsgrün und der zugleich entstandenen Ruralgemeinde Neudorf zugewiesen. Im Zuge der Gebietsreform in Bayern wurde Mühldorf am 1. Januar 1972 nach Schauenstein eingemeindet.

### Einwohnerentwicklung
| Jahr      | 001819 | 001861 | 001871 | 001885 | 001900 | 001925 | 001950 | 001961 | 001970 | 001987 | 002006 |
| Einwohner | 75     | 104    | 94     | 92     | 81     | 63     | 90     | 54     | 52     | 52     | 50     |
| Häuser    |        |        |        | 12     | 13     | 12     | 13     | 13     |        | 16     |        |
| Quelle    | [ 6 ]  | [ 9 ]  | [ 10 ] | [ 11 ] | [ 12 ] | [ 13 ] | [ 14 ] | [ 15 ] | [ 16 ] | [ 17 ] |        |

## Religion
Mühldorf ist seit der Reformation evangelisch-lutherisch geprägt und bis heute nach Leupoldsgrün gepfarrt.